# Universidad Católica de Temuco
La Universidad Católica de Temuco es una institución de educación superior tradicional privada, fundada en 1959 por el obispo Alejandro Menchaca Lira, bajo la denominación de Escuelas Universitarias de la Frontera, quince años más tarde se transformó en la sede de Temuco de la Pontificia Universidad Católica de Chile. En 1991 vuelve a su autonomía constituyéndose en la Universidad Católica de Temuco.
Actualmente es miembro de la Agrupación de Universidades Regionales de Chile y del Consejo de Rectores de las Universidades Chilenas.
Actualmente se encuentra acreditada por la Comisión Nacional de Acreditación (CNA-Chile) por un período de 5 años (de un máximo de 7), desde noviembre de 2024 hasta noviembre de 2029.Figura en la posición 28 dentro de las universidades chilenas según la clasificación webométrica SCImago Institutions Rankings (SIR) 2024.Está en la posición 26 según el ranking de Webometrics 2024. Está en la posición 13-20 a nivel nacional en el QS Rankings 2024.Está en la posición 17-28 a nivel nacional en el ranking Times Higher Education 2024.

## Historia
La Universidad Católica de Temuco tiene sus orígenes en las Escuelas Universitarias de la Frontera, proyecto académico fundado el 8 de septiembre de 1959, por el entonces Obispo de la Diócesis Monseñor Alejandro Menchaca Lira, constituyéndose en la primera institución de educación superior creada en la región de la Araucanía. Sus actividades académicas comenzaron con los denominados Cursos Universitarios, el primer semestre de 1960, con la asesoría y respaldo de la Pontificia Universidad Católica de Chile.
A fines de los años sesenta y comienzo de los setenta, en el marco de la discusión de la Reforma Universitaria a nivel nacional, se genera el concepto de Sede Regional, formalizado el año 1972 por el H. Consejo Superior de la Pontificia Universidad Católica de Chile.
Luego, a comienzos de la década de los 90, al mismo tiempo que las otras sedes regionales de la Pontificia Universidad Católica, se inicia un proceso de búsqueda de autonomía, que termina con fecha 10 de julio de 1991, en la cual se crea oficialmente la Universidad Católica de Temuco como institución autónoma, integrándose al Consejo de Rectores.
Posteriormente, la Universidad Católica de Temuco continuó desarrollando sus actividades académicas con plena autonomía, aumentando en el tiempo su oferta académica a nuevas carreras, y aumentando su inversión en infraestructura e investigación.

## Campus
- Campus San Juan Pablo II: Antes, llamado campus Norte. En 15,8 ha y 24.789 m² construidos, aloja a las facultades de Recursos Naturales, Ingeniería y Economía, además del Campus Deportivo Universitario y la biblioteca del campus. Se encuentra ubicado en Rudecindo Ortega 02950, Temuco.[8]

- Campus Dr. Luis Rivas del Canto: Concentra la actividad académica de la Escuela de Medicina Veterinaria. Cuenta con siete laboratorios, una clínica menor y una moderna clínica de animales mayores. Tiene una superficie de 2,6 ha y 3.466 m² construidos. Se ubica en Callejón Las Mariposas s/n, Temuco.[8]

- Campus San Francisco: En este campus de 2,14 ha y 18.244 m² construidos, ubicado en calle Manuel Montt 56 de la ciudad de Temuco, se encuentran las facultades de Ciencias Sociales, Ciencias Jurídicas y Técnica, la Escuela de Ciencias de la Salud, el Instituto de Estudios Teológicos, la biblioteca central y el Centro de Atención al Estudiante y Postulante, CAEP.[8]

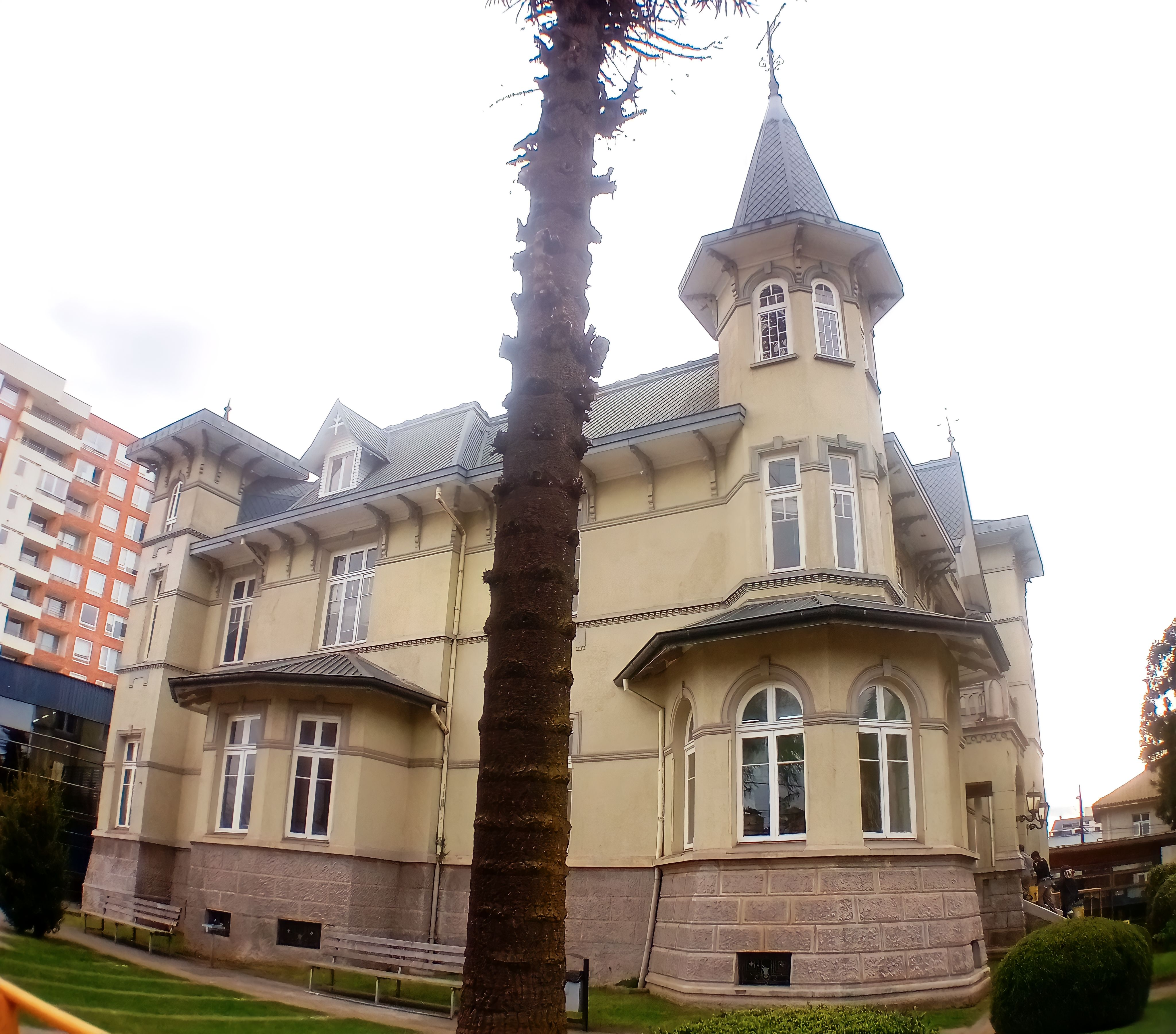
Campus Menchaca Lira.

- Campus Monseñor Alejandro Menchaca Lira: Emplazado en avenida Alemania 0422, Temuco, alberga a la Facultad de Artes y Humanidades, además de la Galería de Arte.[8]
- Campus Monseñor Sergio Contreras Navia: Este Campus está actualmente destinado a la Vicerrectoría de Extensión y Relaciones Internacionales. Además cuenta con salas de clases para Educación Continua y diversas carreras de la universidad. Tiene 1.111 metros cuadrados construidos.[9]

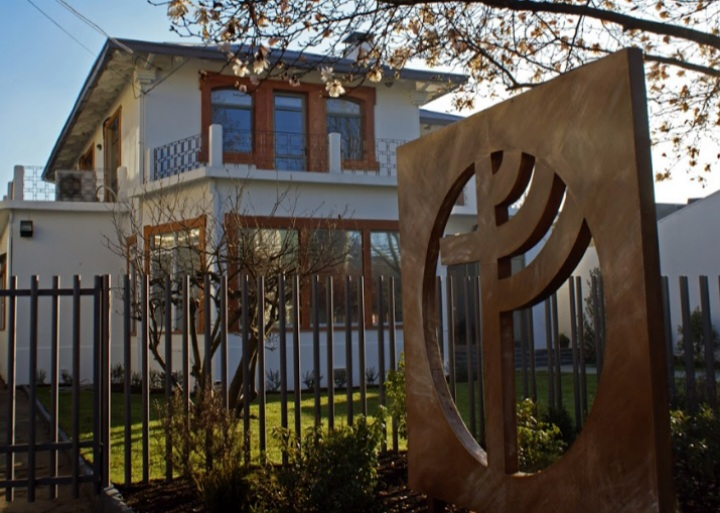
Campus Monseñor Sergio Contreras Navia

## Facultades, escuelas, departamentos y carreras
- Facultad de Arquitectura, Artes y Diseño
  - Departamento de Artes
  - Departamento de Diseño
  - Departamento de Lenguas
  - Carrera de Arquitectura
  - Carrera de Licenciatura en Artes Visuales
  - Carrera de Diseño Gráfico
  - Carrera de Diseño Industrial

- Facultad de Ciencias Jurídicas, Económicas y Administrativas
  - Carrera de Contador Auditor
  - Carrera de Derecho
  - Ingeniería Comercial

- Facultad de Ciencias Sociales
  - Departamento de Trabajo Social
  - Departamento de Antropología
  - Departamento de Sociología, Ciencia Política y Administración Pública
  - Departamento de Lenguas
  - Carrera de Antropología
  - Carrera de Arqueología
  - Carrera de Ciencia Política
  - Carrera de Administración Pública
  - Carrera de Sociología
  - Carrera de Trabajo Social
  - Carrera de Traducción Inglés-Español

- Facultad de Educación
  - Carrera de Educación de Párvulos
  - Carrera de Pedagogía en Educación Básica con mención
  - Carrera de Pedagogía Básica Intercultural en Contexto Mapuche
  - Carrera de Pedagogía en Educación Diferencial mención NEET y Deficiencia Mental
  - Carrera de Pedagogía en Educación Física
  - Carrera de Pedagogía en Historia, Geografía y Ciencias Sociales
  - Carrera de Pedagogía en Inglés
  - Carrera de Pedagogía en Lengua Castellana y Comunicación
  - Carrera de Pedagogía Media en Ciencias Naturales y Biología
  - Carrera de Pedagogía Media en Matemática

- Facultad de Ingeniería
  - Escuela de Ingeniería de Procesos Industriales
  - Escuela de Ingeniería en Informática
  - Departamento de Administración y Economía
  - Departamento de Ciencias Matemáticas y Físicas
  - Carrera de Geología
  - Carrera de Ingeniería Civil Ambiental
  - Carrera de Ingeniería Civil en Informática
  - Carrera de Ingeniería Civil en Obras Civiles
  - Carrera de Ingeniería Civil Geológica
  - Carrera de Ingeniería Civil Industrial
  - Carrera de Ingeniería Civil Plan Común
  - Carrera de Ingeniería Civil Química

- Facultad de Recursos Naturales
  - Escuela de Agronomía
  - Escuela de Ciencias Ambientales
  - Escuela de Ingeniería Forestal
  - Escuela de Medicina Veterinaria
  - Carrera de Agronomía
  - Carrera de Geografía
  - Carrera de Ingeniería en Prevención de Riesgos y Medio Ambiente
  - Carrera de Ingeniería en Recursos Naturales Renovables
  - Carrera de Medicina Veterinaria

- Facultad Técnica
  - Carrera de Técnico Universitario en Acuicultura
  - Carrera de Técnico Universitario en Administración de Empresas
  - Carrera de Técnico Universitario en Construcción y Obras Civiles
  - Carrera de Técnico Universitario en Educación Parvularia
  - Carrera de Técnico Universitario en Preparación Física
  - Carrera de Técnico Universitario en Producción Agropecuaria
  - Carrera de Técnico Universitario en Redes y Telecomunicaciones
  - Carrera de Técnico Universitario en Topografía y Geomensura
  - Carrera de Técnico Universitario en Turismo

- Facultad de Ciencias de la Salud
  - Carrera de Fonoaudiología
  - Carrera de Medicina
  - Carrera de Kinesiología
  - Carrera de Nutrición y Dietética
  - Carrera de Psicología
  - Carrera de Tecnología Médica
  - Carrera de Terapia Ocupacional
  - Carrera de Química y Farmacia

- Instituto de Estudios Teológicos
  - Carrera de Pedagogía en Religión Modalidad Paralela

- Vicerrectoría Académica
  - Bachiller en Ciencias y Humanidades

## Ediciones UC Temuco
La Universidad Católica de Temuco contribuye a la difusión de diversas áreas del conocimiento a través de su editorial Ediciones UC Temuco, unidad dependiente de su Vicerrectoría de Vinculación y Compromiso Público, encargada de la gestión y publicación de proyectos de sus académicos y colaboradores externos, en diversas áreas del conocimiento, tanto académicas como no académicas, realizando convocatorias periódicas para tal efecto.